# Лобмингталь
Лобмингталь (нем. Lobmingtal) — община (нем. Gemeinde) в Австрии, в федеральной земле Штирия.
До 1 января 2016 года — Грослобминг (нем. Großlobming).
Входит в состав округа Мурталь. Население составляет 1824 человек (на 1 января 2016 года). Занимает площадь 5438,52 га. Плотность населения 33,54 чел./км². Землеобеспеченность с учётом внутренних вод 29 816 м²/чел. Официальный код — 620 39.

## Население
| Год  | Численность |
| ---- | ----------- |
| 1869 | 1553        |
| 1889 | 1559        |
| 1890 | 1484        |
| 1900 | 1497        |
| 1910 | 1430        |
| 1923 | 1426        |
| 1934 | 1535        |
| 1939 | 1457        |
| 1951 | 1537        |
| 1961 | 1413        |
| 1971 | 1510        |
| 1981 | 1579        |
| 1991 | 1776        |
| 2001 | 1752        |
| 2011 | 1821        |
| 2021 | 1842        |

## Политическая ситуация
Выборы — 2005
Бургомистр общины — Хериберт Богенспергер (АНП) по результатам выборов 2005 года.
Совет представителей общины (нем. Gemeinderat) состоит из 15 мест.
Распределение мест:
- АНП занимает 8 мест.
- СДПА занимает 6 мест;
- АПС занимает 1 место.

Выборы — 2010
Бургомистр общины — Хериберт Богенспергер (АНП) по результатам выборов 2010 года.
Совет представителей общины состоит из 15 мест.
Распределение мест:
- АНП занимает 8 мест;
- СДПА занимает 3 места;
- АПС занимает 2 места;
- Независимые (нем. unabhängig) занимают 2 места.

Выборы — 2015
Бургомистр общины — Хериберт Богенспергер (АНП) по результатам выборов 2015 года.
Совет представителей общины состоит из 15 мест.
Распределение мест:
- АНП занимает 8 мест;
- АПС занимает 3 места;
- СДПА занимает 2 места;
- Местные: «Список Лобмингталя» занимают 2 места.

## Галерея

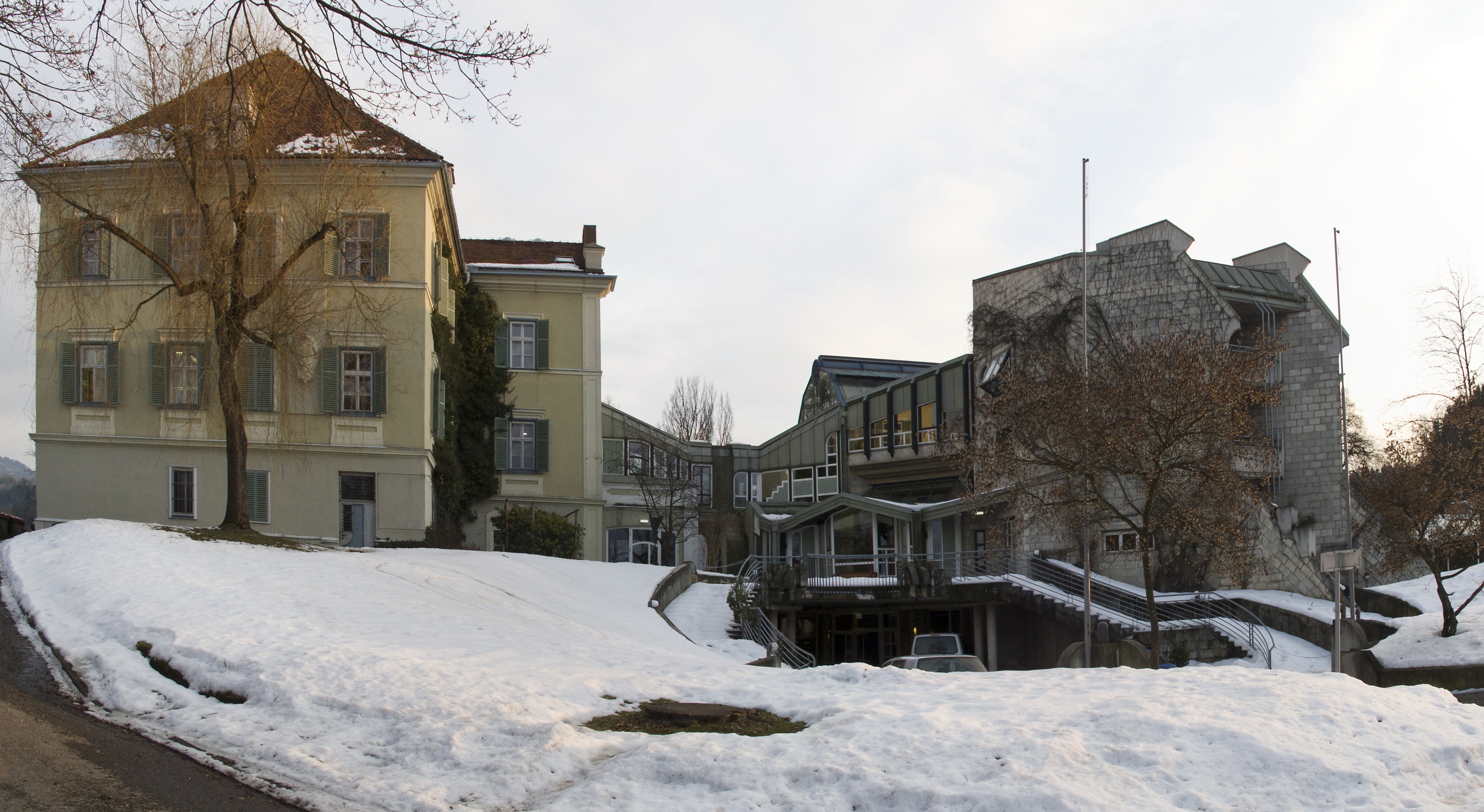
Дворец в Лобмингтале
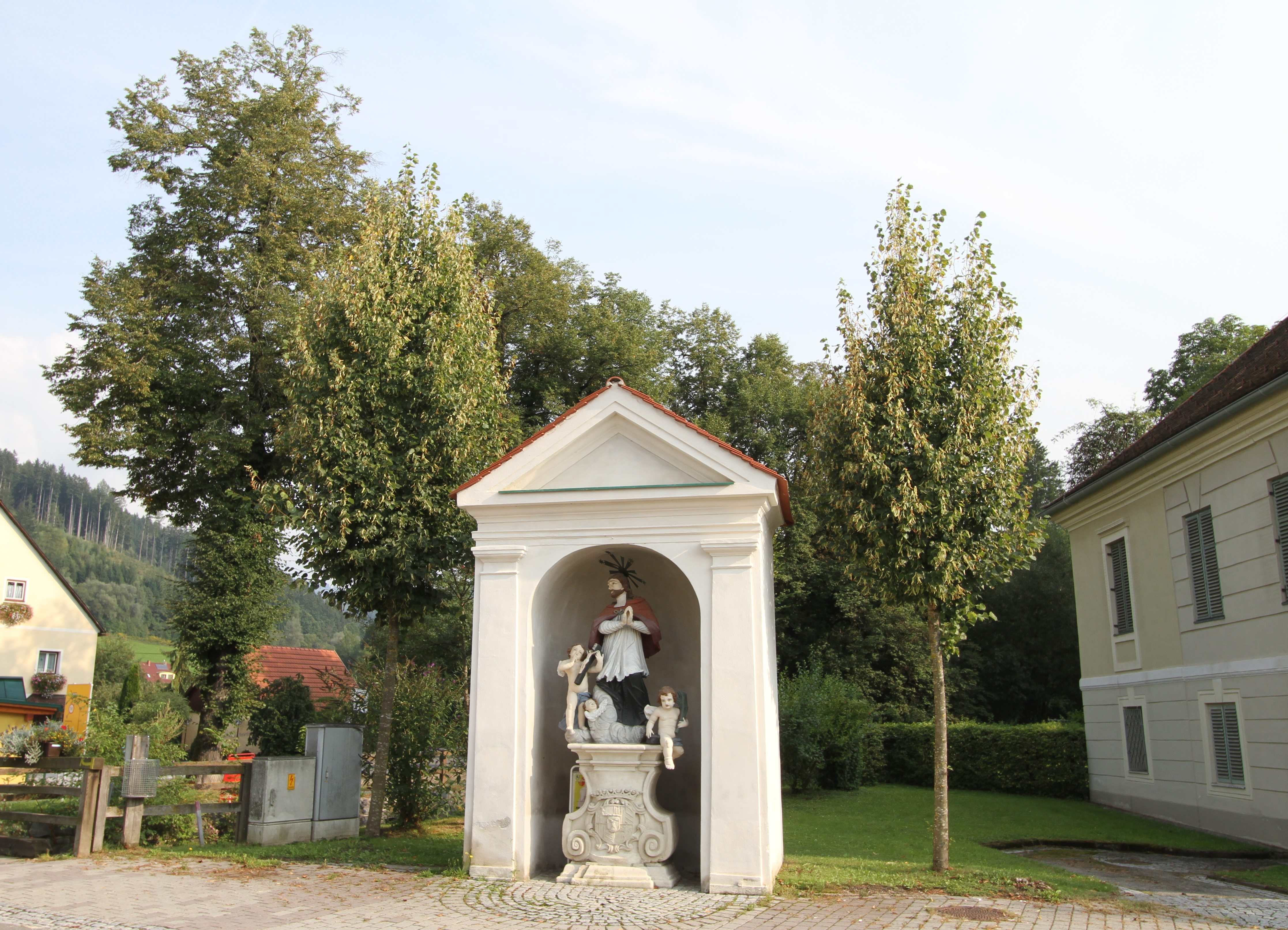
Капличка святого Непомунка в Лобмингтале

## Лицензия
- Лицензия: Namensnennung 3.0 Österreich (CC BY 3.0 AT) (нем.)
- Лицензия (Штирия):  «Datenquelle: CC-BY-3.0: Land Steiermark — data.steiermark.gv.at» (нем.)